# Gefe Fans
Gefe Fans är en supporterklubb till Syrianska FC som spelar i Division 2.
Namnet på supporterklubben, Gefe, betyder vingar på syrianska. Vingarna härleds till den syrianska flaggan, som är en arameisk relief.
Gefe Fans bildades år 2002 efter en sejour av avancemang i seriesystemet. Styrelsen som kom att utgöra Gefe Fans (då Gefe Suryoye) bestod av supportrar från olika orter som hade för avsikt att skapa en starkare och mer organiserad supporterkultur. Första året som Gefe Fans bildades hade man 1 077 medlemmar i alla åldrar och runt om i hela Sverige. Gefe Fans anordnar bussresor till Syrianska FCs bortamatcher. Kvalmatchen mot Åtvidaberg på Kopparvallen hade Gefe Fans mellan 3 500 och 4 000 supportrar på plats.
Gefe Fans, som ofta räknas som den tolfte spelaren i Syrianska FC, fick just år 2007 matchnumret 12 av klubben, som ett tack för ett underbart stöd på matcherna.
Ultras 77 heter den fraktion inom Gefe Fans som ansvarar för tifoarrangemangen.